# Schloss Behringen (Stadtilm)

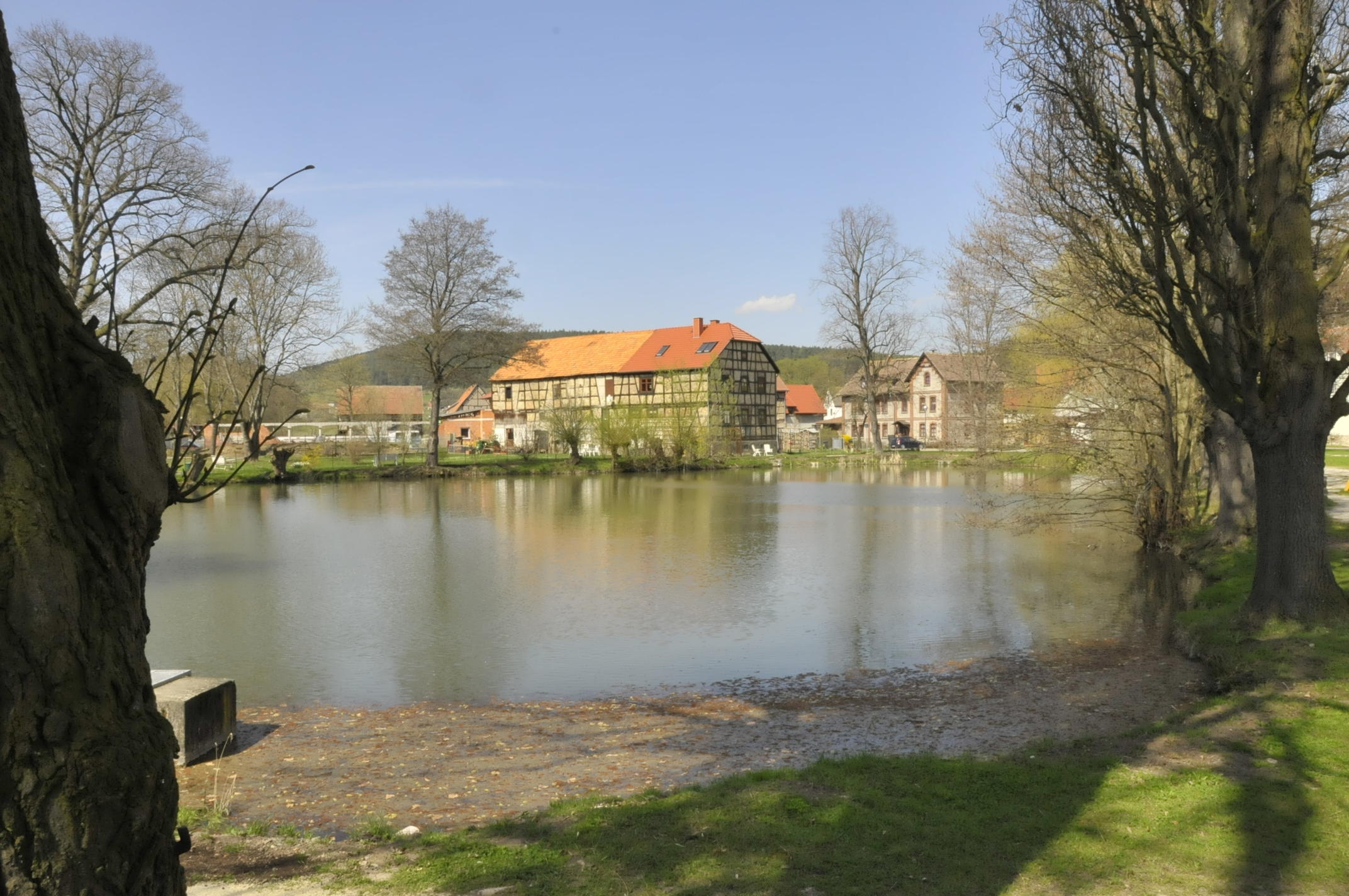
Das Herrenhaus am Teich

Das Schloss Behringen befand sich inmitten des Ortes Behringen am Teich der gleichnamigen Gemeinde im Ilm-Kreis in Thüringen.

## Geschichte
Das Rittergutsdorf wurde bereits 780 bis 817 urkundlich erstmals genannt. Das Rittergut, der Teich und das Herrenhaus, auch Schloss genannt, prägten das Antlitz des Dorfes und die Wirtschaft bis 1945.
Nach Kriegsende wurde das Schloss abgerissen. Nur die umliegenden Wirtschaftsgebäude blieben erhalten. Erst mit dem Bau der Eisenbahn Arnstadt-Saalfeld änderte sich die Wirtschaftsstruktur im Dorf.